# Hanover (Wisconsin)
Hanover es un lugar designado por el censo ubicado en el condado de Rock en el estado estadounidense de Wisconsin. En el Censo de 2010 tenía una población de 181 habitantes y una densidad poblacional de 121,75 personas por km².

## Geografía
Hanover se encuentra ubicado en las coordenadas 42°38′20″N 89°10′16″O / 42.63889, -89.17111. Según la Oficina del Censo de los Estados Unidos, Hanover tiene una superficie total de 1.49 km², de la cual 1.49 km² corresponden a tierra firme y (0%) 0 km² es agua.

## Demografía
Según el censo de 2010, había 181 personas residiendo en Hanover. La densidad de población era de 121,75 hab./km². De los 181 habitantes, Hanover estaba compuesto por el 98.9% blancos, el 0% eran afroamericanos, el 0.55% eran amerindios, el 0% eran asiáticos, el 0% eran isleños del Pacífico, el 0.55% eran de otras razas y el 0% pertenecían a dos o más razas. Del total de la población el 1.1% eran hispanos o latinos de cualquier raza.